# Vilamacolum
Vilamacolum è un comune spagnolo di 263 abitanti situato nella comunità autonoma della Catalogna.